# Mazinho Oliveira
Mazinho Oliveira (* 26. prosince 1965) je bývalý brazilský fotbalista a reprezentant.

## Reprezentace
Mazinho Oliveira odehrál 10 reprezentačních utkání. S brazilskou reprezentací se zúčastnil turnaje Copa América 1991.

## Statistiky
| Brazílie | Brazílie | Brazílie |
| Roky     | Záp.     | Góly     |
| -------- | -------- | -------- |
| 1990     | 1        | 0        |
| 1991     | 9        | 2        |
| Celkem   | 10       | 2        |